# Schloss Kalbeck

Luftbild des Schlosses und Schlossgarten

Das Schloss Kalbeck befindet sich in der niederrheinischen Gemeinde Weeze im Kalbecker Forst. Die heutige Anlage geht wohl auf eine Hofstelle zurück, die zu einer Wasserburg ausgebaut und im 14. Jahrhundert erstmals urkundlich unter dem Namen Calbeck erwähnt wurde. Die heutige Schreibweise Kalbeck kam erst ab 1929 in Gebrauch.
Nachdem die Burg durch Brand zerstört worden war, ließ die damalige Eigentümerin, die Familie von Vittinghoff-Schell, etwa einen Kilometer vom ursprünglichen Ort entfernt ab 1906 ein neues Schloss erbauen. Während des Zweiten Weltkriegs wurden die Gebäude stark zerstört, aber bis in die heutige Zeit nach und nach wiederaufgebaut. Das Schloss befindet sich in Privatbesitz und wird bis auf die vermietete Vorburg vorwiegend von der Eigentümerfamilie bewohnt. Entsprechend handelt es sich bei diesem Objekt nicht um ein touristisch genutztes Ziel. In Absprache ist allerdings eine Führung von Gruppen durch die Gartenanlage sowie die Kapelle und Bibliothek möglich. Ein direkter Besuch ohne Voranmeldung ist nicht möglich. In der Schlosskapelle finden in regelmäßigen Abständen Gottesdienste statt.

## Beschreibung

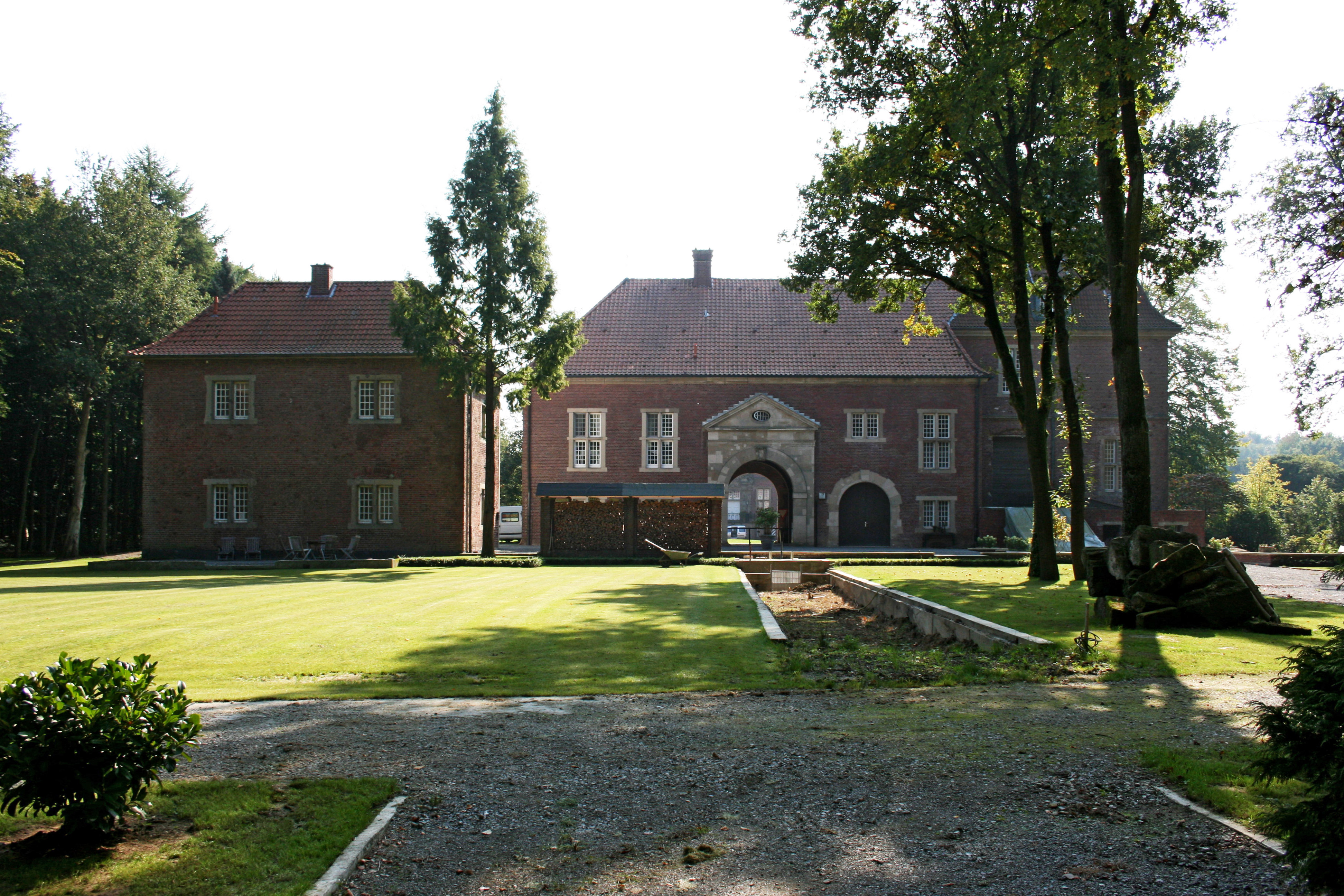
Das nördlich gelegene Herrenhaus

Die heutige Schlossanlage besteht aus dem nördlich gelegenen Herrenhaus, dem sich westlich ein viereckiger Turm mit Glockenhaube anschließt. Er stellt den Rest des ehemaligen Wohnflügels im Westen dar.
Südlich des Herrenhauses steht ein zweiflügeliger Gebäudekomplex, der einst die Ökonomiegebäude des Schlosses beherbergte. Von seinem Westflügel führt eine lange, steinerne Bogenbrücke in den restaurierten Barockgarten nach französischem Vorbild. Dort umfassen vier symmetrisch angelegte Beete ein kreisrundes Wasserbassin in ihrer Mitte. In der Umgebung liegt ein Wirtschaftsgebäude und ein ehemaliges Gewächshaus, das 2010 zu einem normalen Wohnhaus umgebaut wurde. Zudem befindet sich hinter der 0,62 Hektar großen Wiese, ein Friedhof der vorherigen Besitzer und ein kleiner Forellensee. Neben der großen Rasenfläche und südlich vom Barockgarten liegt ein großer Tennisplatz und ein kleines Haus mit einem Pool.

## Geschichte

### Bewohner und Besitzer

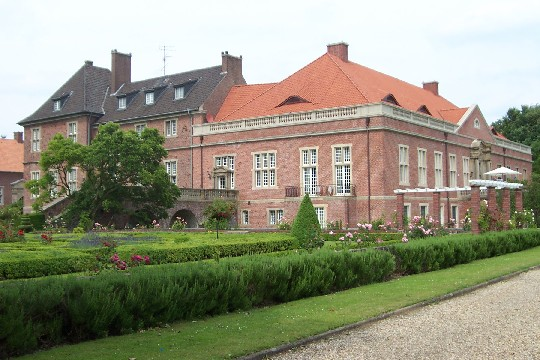
Wirtschaftsgebäude von Südwesten gesehen (2004)

Die erste urkundliche Erwähnung Kalbecks fand 1326 statt, als Graf Rainald II. von Geldern „den hoff te Calbeke“ an Dirk Loef III. von Kleve zu Lehen gibt. Die Lehnsherrschaft über Kalbeck wechselte später wiederholt zwischen dem Herzogtum Geldern und dem Herzogtum Kleve, sodass dort entsprechend verschiedene Lehnsmänner zu finden waren.
1647, als die Familie Morrien über die Burg und die umliegenden Höfe gebot, wurde Kalbeck durch den Großen Kurfürsten in den Rang einer eigenständigen Herrschaft erhoben, die im Jahr 1722 187 Einwohner zählte und erst 1928 mit der Eingemeindung nach Weeze ihre Selbständigkeit verlor. Die Morriens stammten aus Westfalen und wurden 1670 in den Reichsfreiherrenstand erhoben. Sie besaßen im Münsterland unter anderem die Herrschaft Nordkirchen und waren auch die Herren von Lüdinghausen.
Die Erbin und Herrin zu Kalbeck heiratete 1838 Friedrich von Vittinghoff-Schell, dessen Familie seit 1452 auf Schloss Schellenberg in Essen-Rellinghausen wohnte, und brachte das Schloss mit in die Ehe. Nachdem Ende des 19. Jahrhunderts in geringer Entfernung des Essener Schlosses ein Kohleförderschacht niedergebracht worden war und eine Seilbahn zur Beförderung der Kohle nur 100 Meter vom Schloss entfernt verlief, machte die Familie Vittinghoff-Schell Kalbeck zu ihrem Hauptwohnsitz.
Durch Heirat von M. J. Freiin von Vittinghof-Schell, der Nichte des Weezer Bürgermeisters Felix von Vittinghoff-Schell, kam Schloss Kalbeck an die Familie Spies von Büllesheim. Seit Mitte 2001 wird die Anlage nun von Antoinette Freifrau von Elverfeldt-Ulm, geb. Spies von Büllesheim, und ihrer Familie bewohnt.

### Baugeschichte
Das 1326 erwähnte Calbeke, das wohl zunächst eine Hofstelle und erst im 14. Jahrhundert zu einer Wasserburg ausgebaut wurde, befand sich gegenüber dem heutigen Gasthaus „Jan an de Fähr“ an der Stelle, an der die Kalbecker Ley in die Niers mündet.

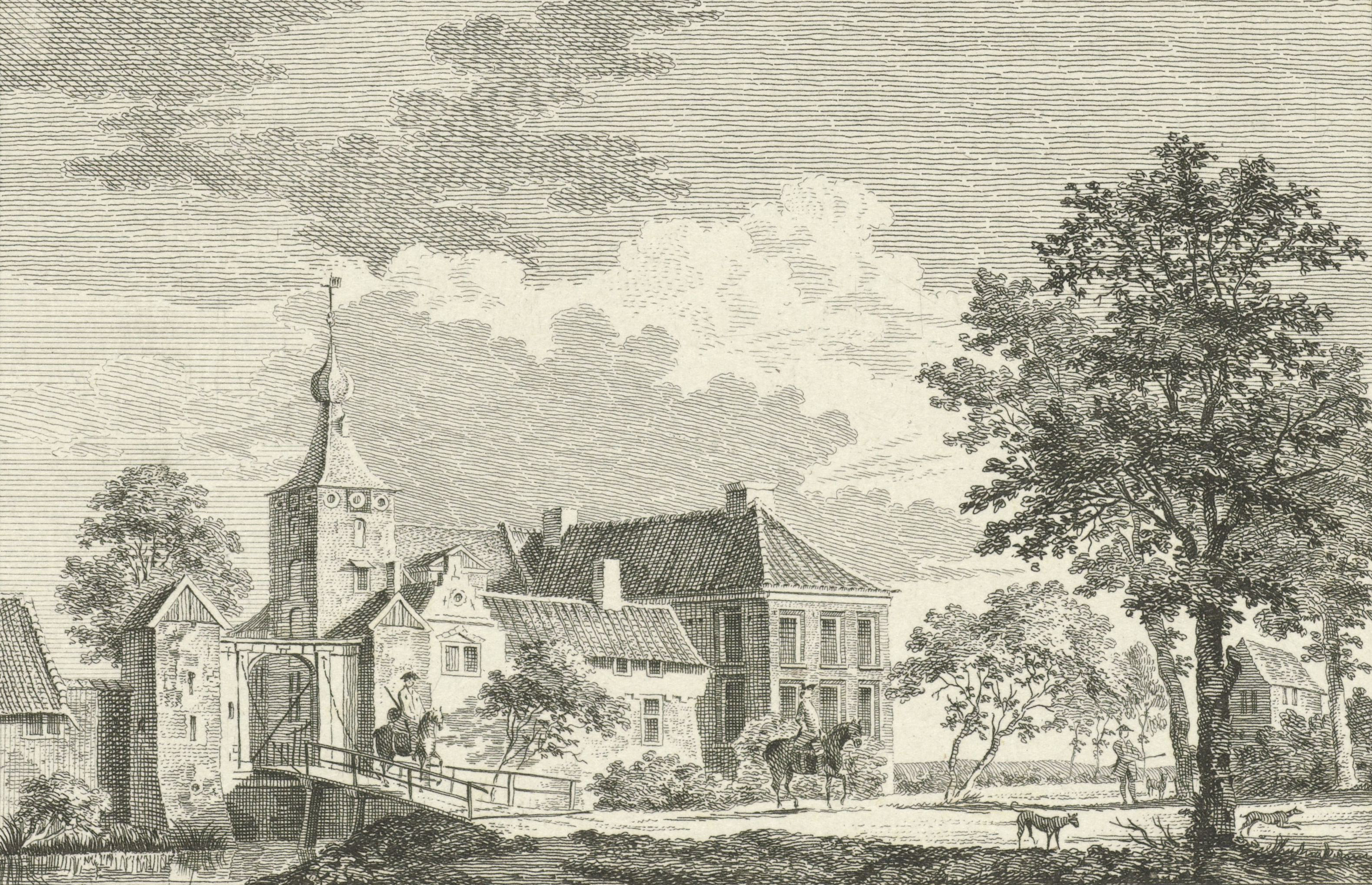
Dieser Kupferstich von Paul van Liender nach einem Aquarell von Renier Roidkin zeigt den Baubestand von 1743.

Zwei große Brände in der Silvesternacht 1799/1800 und einer 1907 beschädigten die Anlage schwer, und die Besitzer mussten fortan in der Vorburg wohnen. Erhaltene Zeichnungen von Cornelis Pronk und seines Schülers Jan de Beijer von 1731 beziehungsweise 1743 zeigen noch den alten Baubestand vor seiner Zerstörung.
Als die Familie von Vittinghoff-Schell zu Beginn des 20. Jahrhunderts den Entschluss gefasst hatte, ihren Wohnsitz nach Kalbeck zu verlegen, wollte sie nicht mehr die ruinöse alte Anlage nutzen und ließ in der Zeit von 1906 bis 1910 einen Kilometer davon entfernt im Wald ein neues Schloss im Stil des Historismus errichten. Die Pläne dazu fertigte der Architekt Hermann Schaedtler, dem das im 17. Jahrhundert erbaute Schloss Oberwerries in Hamm als Vorbild diente. Der Neubau bestand aus zwei zweiflügeligen Gebäudeeinheiten, dem Herrenhaus mit Wohn- und Repräsentationsräumen sowie der Vorburg als Wirtschaftstrakt. Die Westflügel der beiden Gebäude waren nur durch die heutige Hofzufahrt getrennt, sodass die Anordnung der Bauten den Eindruck einer dreiflügeligen Gesamtanlage vermittelten.
Im Rahmen der Schlacht im Reichswald (englisch Operation Veritable) wurde das Schloss von kanadischen und schottischen Truppen eingenommen. Durch die folgenden Kriegseinwirkungen brannte im Februar 1945 der größte Teil aus, wobei der südliche Herrenhausflügel am stärksten in Mitleidenschaft gezogen und in der Nachkriegszeit nur zur Hälfte wiederaufgebaut wurde. Das erste Geschoss mit der Schlosskapelle und der Bibliothek blieb erhalten, während der Rest zu einer großen, nach oben offenen Halle umgestaltet wurde. Der westliche Flügel wurde gemäß heutigen Wohnbedürfnissen instand gesetzt, doch von der ursprünglichen Ausstattung des Gebäudes ist nichts mehr erhalten. Der Turmtrakt wurde nach heutigen Wohnbedürfnissen instand gesetzt und eine Verwaltung für die Wohnumgebung und umliegenden Mietwohnungen eingebaut. Von der ursprünglichen Ausstattung ist nichts mehr erhalten.
Im Zuge des Wiederaufbaus wurde auch der etwa vier Hektar große Schlosspark 1950 neu gestaltet. Auf der sich westlich des Hauses befindlichen Gartenfläche wurde eine Rosenbeetanlage nach barocken Vorbildern geschaffen und 1965 der Öffentlichkeit zugänglich gemacht. Ihre symmetrisch angelegten Beete werden von niedrigen Buchsbaumhecken umrahmt. Bis 1997 fand dort jedes Jahr am ersten und zweiten Sonntag im Juli die „Kalbecker Rosenschau“ statt, die aber mit zunehmender Alterung und Absterben eines Großteils der Rosen eingestellt werden musste. Die Einnahmen dienten der Krankenbruderschaft Rhein-Maas für die Betreuung der Kranken und Behinderten auf Pilgerfahrten vor allem nach Lourdes.
Seit 2001 werden die Schlossgebäude nach und nach renoviert und wiederaufgebaut. Nach Abschluss der Arbeiten sollen sie einer Mietnutzung zugeführt werden. Das ganze Schlossgelände ist eingezäunt und am Eingangstor ausdrücklich als privat ausgewiesen. Ein Zugang für touristische Zwecke ist nicht gestattet, jedoch bieten die Besitzer vereinzelt Führungen an.